# Мордвилко, Александр Константинович
Александр Константинович Мордвилко (15 февраля 1867, Столовичи, Минская губерния, Российская Империя — 12 июля 1938, Ленинград, СССР) — русский и советский зоолог.

## Биография
Родился Александр Мордвилко 15 февраля 1867 года в м. Столовичи (ныне — территория Белоруссии); отец — псаломщик. Окончил Минскую духовную семинарию (1889) и в тот же год поступил в Варшавский университет. В 1893 году окончил курс с золотой медалью за сочинение о тлях. После окончания университета был ассистентом Николая Викторовича Насонова. С 1896 по 1898 год находился в научных командировках в Неаполе, Марселе и Виллафранке, затем вернулся в Варшавский университет. В 1901 году защитил магистерскую диссертацию в Киевском университете. В 1906—1908 годах изучал паразитов зубра в Беловежской пуще. В 1908—1909 годах преподавал в Москве на Высших женских медицинских курсах и в МГУ. В 1909 году жил в Петербурге, затем в Москве, и 1911 году вновь вернулся в Петербург; работал в Зоологическом музее Императорской академии наук (позднее — Зоологическом институте АН СССР) в Санкт-Петербургском университете и Агрономическом институте. 
В 1918 году поочерёдно с другими зоологами исполнял обязанности директора  и председателя Совета Зоологического музея Академии Наук.
В 1925 году получил премию имени П. П. Семёнова-Тяншанского. В 1934 году получил степень доктора зоологии.
Похоронен на Смоленском православном кладбище.

## Личная жизнь
Жена (в девичестве Овсянкина) Мария Ивановна — дочь священника, до замужества была школьной учительницей в селе Дубки Островского уезда Псковской губернии. Четверо детей, из них Татьяна Мордвилко (1905—1985) стала крупным палеонтологом, стратиграфом, кандидат геолого-минералогических наук.

## Научные достижения
Автор 85 научных публикаций. Описал множество таксонов тлей. Сделал первую фаунистическую сводку по составу тлей Советского Союза. Обобщил палеонтологические данные по тлям и сделал предположение о их появление в нижней юре. Разработал теорию эволюции жизненных циклов тлей. Установил роль околоанальных волосков тлей в приспособлении к симбиозу с муравьями.